# Giải bóng đá Cúp Quốc gia 1999–2000
Giải bóng đá Cúp Quốc gia 1999–2000, tên gọi chính thức là Giải bóng đá Cúp Quốc gia – Pepsi Cup 1999–2000 vì lý do tài trợ, là mùa giải thứ 8 của Giải bóng đá Cúp Quốc gia do Liên đoàn bóng đá Việt Nam (VFF) tổ chức, diễn ra từ ngày 30 tháng 10 năm 1999 đến ngày 27 tháng 5 năm 2000. 34 đội tham dự thi đấu theo thể thức loại trực tiếp, chọn ra 8 đội vào vòng chung kết tại Thành phố Hồ Chí Minh. 
Cảng Sài Gòn giành chức vô địch thứ hai của họ sau khi đánh bại Công an Thành phố Hồ Chí Minh với tỷ số 2–1 trong trận chung kết trên Sân vận động Thống Nhất, Thành phố Hồ Chí Minh.

## Vòng sơ loại
Lượt đi diễn ra vào ngày 2 tháng 11 và lượt về diễn ra vào ngày 6 tháng 11 năm 1999.
| Đội 1      | TTS   | Đội 2    | Lượt đi | Lượt về |
| ---------- | ----- | -------- | ------- | ------- |
| Quảng Ngãi | 3 - 3 | Đắk Lắk  | 3 - 2   | 0 - 1   |
| Bình Thuận | 1 - 2 | Trà Vinh | 1 - 0   | 0 - 2   |

## Vòng 1
| Thời gian            | Sân | Đội 1      | Tỷ số | Đội 2                   |
| -------------------- | --- | ---------- | ----- | ----------------------- |
| 13 tháng 11 năm 1999 |     | Bình Định  | Hủy   | Đường sắt Việt Nam      |
| 13 tháng 11 năm 1999 |     | Cần Thơ    | 1 - 1 | Bình Dương              |
| 13 tháng 11 năm 1999 |     | Đắk Lắk    | 2 - 3 | Công an Hải Phòng       |
| 13 tháng 11 năm 1999 |     | Kon Tum    | 2 - 1 | Thừa Thiên Huế          |
| 13 tháng 11 năm 1999 |     | Quảng Nam  | 1 - 3 | Sông Lam Nghệ An        |
| 13 tháng 11 năm 1999 |     | Quảng Ninh | 1 - 1 | Nam Định                |
| 13 tháng 11 năm 1999 |     | Đà Nẵng    | 0 - 1 | Quân khu 3              |
| 14 tháng 11 năm 1999 |     | Gia Lai    | 2 - 1 | Thể Công                |
| 14 tháng 11 năm 1999 |     | Tiền Giang | 1 - 2 | Cảng Sài Gòn            |
| 14 tháng 11 năm 1999 |     | Hải Quan   | 1 - 1 | Đồng Tháp               |
| 14 tháng 11 năm 1999 |     | Lâm Đồng   | 2 - 0 | Quân khu 9              |
| 14 tháng 11 năm 1999 |     | An Giang   | 1 - 0 | Khánh Hòa               |
| 14 tháng 11 năm 1999 |     | Đồng Nai   | 1 - 2 | Long An                 |
| 14 tháng 11 năm 1999 |     | Quân khu 7 | 0 - 2 | Vĩnh Long               |
| 14 tháng 11 năm 1999 |     | Trà Vinh   | 1 - 5 | Công an TP. Hồ Chí Minh |

## Vòng 2
| Ngày                 | Đội 1      | Tỷ số | Đội 2              |
| -------------------- | ---------- | ----- | ------------------ |
| 22 tháng 12 năm 1999 | Kon Tum    | 0 - 1 | Quân khu 3         |
| 22 tháng 12 năm 1999 | Gia Lai    | 1 - 1 | Quảng Ninh         |
| 22 tháng 12 năm 1999 | Đắk Lắk    | 0 - 0 | Đường sắt Việt Nam |
| 22 tháng 12 năm 1999 | Đồng Nai   | 1 - 2 | Bình Dương         |
| 22 tháng 12 năm 1999 | Trà Vinh   | 0 - 0 | Quân khu 9         |
| 22 tháng 12 năm 1999 | An Giang   | 1 - 0 | Cần Thơ            |
| 22 tháng 12 năm 1999 | Quân khu 7 | 1 - 2 | Tiền Giang         |
| 22 tháng 12 năm 1999 | Bình Thuận | 0 - 2 | Hải Quan           |

## Vòng 1/16
| Ngày                | Sân | Lượt đi | Đội 1             | TTS   | Đội 2                   | Lượt về | Sân | Ngày               |
| ------------------- | --- | ------- | ----------------- | ----- | ----------------------- | ------- | --- | ------------------ |
| 26 tháng 2 năm 2000 |     | 0 - 0   | Bưu điện          | 0 - 1 | Công an Hà Nội          | 0 - 1   |     | 4 tháng 3 năm 2000 |
| 26 tháng 2 năm 2000 |     | 2 - 1   | Kon Tum           | 3 - 4 | Thừa Thiên Huế          | 1 - 3   |     | 4 tháng 3 năm 2000 |
| 26 tháng 2 năm 2000 |     | 1 - 2   | Tiền Giang        | 3 - 5 | Cảng Sài Gòn            | 2 - 3   |     | 4 tháng 3 năm 2000 |
| 26 tháng 2 năm 2000 |     | 1 - 0   | An Giang          | 3 - 0 | Khánh Hòa               | 2 - 0   |     | 4 tháng 3 năm 2000 |
| 26 tháng 2 năm 2000 |     | 2 - 1   | Hoàng Anh Gia Lai | 2 - 3 | Thể Công                | 0 - 2   |     | 4 tháng 3 năm 2000 |
| 26 tháng 2 năm 2000 |     | 2 - 3   | Đắk Lắk           | 2 - 8 | Công an Hải Phòng       | 0 - 5   |     | 4 tháng 3 năm 2000 |
| 26 tháng 2 năm 2000 |     | 1 - 3   | Quảng Nam         | 2 - 6 | Sông Lam Nghệ An        | 1 - 3   |     | 4 tháng 3 năm 2000 |
| 26 tháng 2 năm 2000 |     | 1 - 1   | Quảng Ninh        | 2 - 4 | Nam Định                | 1 - 3   |     | 4 tháng 3 năm 2000 |
| 27 tháng 2 năm 2000 |     | 1 - 0   | Quân khu 3        | 3 - 0 | Đà Nẵng                 | 2 - 0   |     | 5 tháng 3 năm 2000 |
| 27 tháng 2 năm 2000 |     | 1 - 5   | Trà Vinh          | 1 - 8 | Công an TP. Hồ Chí Minh | 0 - 3   |     | 5 tháng 3 năm 2000 |
| 27 tháng 2 năm 2000 |     | 2 - 0   | Vĩnh Long         | 3 - 2 | Quân khu 7              | 1 - 2   |     | 5 tháng 3 năm 2000 |
| 27 tháng 2 năm 2000 |     | 1 - 2   | Đồng Nai          | 3 - 4 | Long An                 | 2 - 2   |     | 5 tháng 3 năm 2000 |
| 27 tháng 2 năm 2000 |     | 2 - 0   | Lâm Đồng          | 3 - 2 | Quân khu 9              | 1 - 2   |     | 5 tháng 3 năm 2000 |
| 27 tháng 2 năm 2000 |     | 1 - 1   | Hải Quan          | 1 - 2 | Đồng Tháp               | 0 - 1   |     | 5 tháng 3 năm 2000 |

## Vòng 1/8
| Ngày                | Lượt đi | Sân    | Đội 1                   | TTS   | Đội 2              | Lượt về | Sân       | Ngày                |
| ------------------- | ------- | ------ | ----------------------- | ----- | ------------------ | ------- | --------- | ------------------- |
| 26 tháng 3 năm 2000 | 1 - 2   |        | Công an Hải Phòng       | 3 - 5 | Công an Hà Nội     | 2 - 3   |           | 1 tháng 4 năm 2000  |
| 26 tháng 3 năm 2000 | 2 - 0   |        | Sông Lam Nghệ An        | 4 - 2 | Thừa Thiên Huế     | 2 - 2   | Quảng Trị | 1 tháng 4 năm 2000  |
| 26 tháng 3 năm 2000 | 0 - 0   |        | Quân khu 3              | 0 - 3 | Nam Định           | 0 - 3   |           | 1 tháng 4 năm 2000  |
| 26 tháng 3 năm 2000 | 3 - 1   | Hà Nội | Thể Công                | 6 - 1 | Đường sắt Việt Nam | 3 - 0   |           | 2 tháng 4 năm 2000  |
| 26 tháng 3 năm 2000 | 1 - 0   |        | Lâm Đồng                | 1 - 2 | Đồng Tháp          | 0 - 2   |           | 2 tháng 4 năm 2000  |
| 26 tháng 3 năm 2000 |         |        | Công an TP. Hồ Chí Minh | Hủy   | Vĩnh Long          |         |           | 2 tháng 4 năm 2000  |
| 26 tháng 3 năm 2000 | 0 - 0   |        | Bình Dương              | 2 - 7 | Cảng Sài Gòn       | 2 - 7   |           | 19 tháng 4 năm 2000 |
| 26 tháng 3 năm 2000 | 0 - 1   |        | Khánh Hòa               | 1 - 3 | Đồng Tháp          | 1 - 2   |           | 20 tháng 4 năm 2000 |

## Vòng tứ kết
Kể từ vòng tứ kết trở đi, các trận đấu diễn ra tại một địa điểm tập trung là sân vận động Thống Nhất, Thành phố Hồ Chí Minh.

### Lượt đi
| Công an Thành phố Hồ Chí Minh | 3–1 | Công an Hà Nội |
| ----------------------------- | --- | -------------- |
|                               |     |                |

| Sông Lam Nghệ An | 2–3 | Long An |
| ---------------- | --- | ------- |
|                  |     |         |

| Nam Định | 1–1 | Đồng Tháp |
| -------- | --- | --------- |
|          |     |           |

| Cảng Sài Gòn | 1–0 | Thể Công |
| ------------ | --- | -------- |
|              |     |          |

### Lượt về
| Long An | 3–3 | Sông Lam Nghệ An |
| ------- | --- | ---------------- |
|         |     |                  |

Long An thắng với tổng tỷ số 6–5.
| Công an Hà Nội | 2–2 | Công an Thành phố Hồ Chí Minh |
| -------------- | --- | ----------------------------- |
|                |     |                               |

Công an Thành phố Hồ Chí Minh thắng với tổng tỷ số 5–3.
| Đồng Tháp | 3–1 | Nam Định |
| --------- | --- | -------- |
|           |     |          |

Đồng Tháp thắng với tổng tỷ số 4–2.
| Thể Công | 0–3 | Cảng Sài Gòn |
| -------- | --- | ------------ |
|          |     |              |

Cảng Sài Gòn thắng với tổng tỷ số 4–0.

## Vòng bán kết
| Long An | 0–3      | Công an Thành phố Hồ Chí Minh                         |
| ------- | -------- | ----------------------------------------------------- |
|         | Chi tiết | - Nguyễn Liêm Thanh 41', H2' - Phùng Thanh Phương H2' |

| Cảng Sài Gòn | 1–0 | Đồng Tháp |
| ------------ | --- | --------- |
|              |     |           |

## Trận chung kết
| Cảng Sài Gòn                       | 2–1 | Công an Thành phố Hồ Chí Minh |
| ---------------------------------- | --- | ----------------------------- |
| Hứa Hiền Vinh 55' · Hồ Văn Lợi 90' |     | Hoàng Hùng 42'                |

| Vô địch Cúp Quốc gia 1999-2000 Cảng Sài Gòn Lần thứ hai |